# 王欣 (1979年)
王欣（1979年10月7日—），新加坡女演员、歌手。演出的歌曲包含了《最后一口气》（小木瓜版本）、《幸运儿》、《相思》及《笑猪歌》。

## 生平
2007年王欣在新加坡劇集《881》中飾演木瓜姐妹的小木瓜一角，扮演大木瓜的是同属明珠姐妹团体的杨雁雁。王欣過後飾演了幾部恐怖片例如《守夜》以及《超渡》，获新马媒體封為新一代鬼后。
2015年，拍攝《东主有喜》以及新传媒5频道的剧集《The Pupil 2》後，王欣闊別三年第一次參與電視剧的拍摄。她參與了一部由哇哇映画负责製作的生活写实剧，剧集名称为《分手快乐》。同年，王欣出演一部名为《东主有喜》的新年贺岁電影。《东主有喜》於2月26日公开上映。
2024 年，王欣在《孺子可教也》中饰演任珊珊（任老师）一角，并获得红星大奖 2025 最受欢迎女演员的提名。

## 个人生活
2015年6月，王欣停止參與新加坡连续剧《起飞》的拍攝。兩年後的2017年，新加坡《海峽時報》報道其成功懷胎，並生下一名年齡1歲大的的女兒，名為Tayn。當時退出製作的時候，王欣称自己的健康出了问题，但最後承認是為了要安心養胎才退出製作。媒體推測當時她的胎兒大概3歲大了。王欣個人喜歡吃新加坡料理但是不習慣吃馬來西亞料理。